# Symblepharis lindigii
Symblepharis lindigii là một loài Rêu trong họ Dicranaceae. Loài này được Hampe miêu tả khoa học đầu tiên năm 1863.